# Tanit Koch
Tanit Koch (* 2. August 1977 in Konstanz) ist eine deutsche Journalistin und Kommunikationsmanagerin. Sie war von Januar 2016 bis Februar 2018 Chefredakteurin der Bild-Zeitung. Von März 2019 bis Ende 2020 war sie Geschäftsführerin bei n-tv sowie Chefredakteurin der Zentralredaktion der Mediengruppe RTL Deutschland. Von Juni bis September 2021 war sie Leiterin der CDU-Wahlkampfkommunikation für die Bundestagswahl 2021. Seit September 2024 ist sie Newsletter-Autorin bei Focus Online.

## Berufliche Laufbahn
Tanit Koch wuchs in Bonn auf, machte am St. Columba’s College in Dublin Abitur und studierte danach Politikwissenschaft und Jura. Thema ihrer rechtswissenschaftlichen Magisterarbeit an der Universität Tübingen aus dem Jahr 2002 war, unter dem Titel In dubio pro communitate?, die Rolle des Europäischen Gerichtshofs und dessen Verhältnis zum Bundesverfassungsgericht vor dem Hintergrund der europäischen Vereinigung.
Von 2005 bis 2006 durchlief sie ein Volontariat an der Axel-Springer-Akademie sowie im Ressort Politik und Wirtschaft der Bild. Dort arbeitete sie ab 2007 zwei Jahre lang beim damaligen Chefredakteur Kai Diekmann als dessen Büroleiterin. Von 2009 bis 2010 war sie verantwortliche Redakteurin für Sonderaufgaben in der Chefredaktion der Welt-Gruppe, dann Textchefin der Bild. Ab 2011 leitete Koch die Redaktion der Hamburg-Ausgabe und wurde damit auch Mitglied der Chefredaktion. Ab Februar 2013 war sie stellvertretende Chefredakteurin der Bild und leitete das Ressort Unterhaltung. Am 1. Januar 2016 übernahm sie von Kai Diekmann die Position als Chefredakteurin. Aufgrund von Auseinandersetzungen mit dem Vorsitzenden der Bild-Chefredaktionen Julian Reichelt verließ sie die Redaktion und den Verlag zum 1. März 2018.
2017 und 2018 saß Koch in der Hauptjury zur Verleihung des Nannen Preises. Sie war von März 2019 bis Ende 2020 Geschäftsführerin des Nachrichtensenders n-tv und war als Chefredakteurin verantwortlich für den „Aufbau einer gemeinsamen, journalistischen Redaktions-Einheit für n-tv, die RTL-News & Magazine sowie die Digital-Plattformen der Mediengruppe RTL“. Seit März 2021 schreibt sie die wöchentliche Kolumne Germansplaining für die britische Wochenzeitung The New European. Im Juni 2021 wurde Koch von Armin Laschet zur Leiterin der CDU-Wahlkampfkommunikation für die Bundestagswahl 2021 bestellt.
Seit September 2024 ist Koch Autorin und Host des neuen werktäglichen Newsletters Focus Briefing.

## Privatleben
Sie ist mit dem Schauspieler Oliver Masucci liiert und lebt mit ihm in der Schweiz und auf Mallorca.

## Mitgliedschaften
Tanit Koch ist Mitglied der Tübinger Studentenverbindung Akademische Gesellschaft Stuttgardia. Sie war Vorstandsmitglied des Hamburger Presseclubs und der Deutschlandstiftung Integration. Sie war Stipendiatin der FDP-nahen Friedrich-Naumann-Stiftung für die Freiheit und Young Leader der transatlantischen Organisation Atlantik-Brücke.